# Mammologia
La mammalogia (o mammologia)  è la scienza che studia i mammiferi, classe di vertebrati con caratteristiche come ad esempio pellicce e un complesso sistema nervoso.
La mammologia si dirama anche in altre discipline, quali la primatologia (studio dei primati) e la cetologia (studio dei cetacei).